# Tullahassee
Tullahassee – miasto w Stanach Zjednoczonych, w stanie Oklahoma, w hrabstwie Wagoner.